# Live'r Than You'll Ever Be
Live'r Than You'll Ever Be è un album bootleg dal vivo del gruppo rock britannico The Rolling Stones, relativo a un concerto della band svoltosi il 9 novembre 1969 a Oakland, California durante l'American Tour 1969. Il disco è uno dei primi album rock dal vivo ad essere apparso su disco pirata, ed è anche un notevole documento storico relativo alla tournée degli Stones negli Stati Uniti nel 1969. La popolarità del bootleg costrinse l'etichetta discografica dei Rolling Stones, la Decca Records, a far uscire l'album Get Yer Ya-Ya's Out! The Rolling Stones in Concert nel 1970. Live'r Than You'll Ever Be è anche uno dei primi bootleg della storia del rock, essendo stato pubblicato nel dicembre 1969, solo due mesi dopo Kum Back dei Beatles e cinque mesi dopo Great White Wonder di Bob Dylan, considerato essere il primo disco pirata in ambito rock. Come i precedenti due dischi citati, la copertina originale di Live'r Than You'll Ever Be è completamente bianca, con solamente il titolo dell'album stampato sul fronte.

## Descrizione

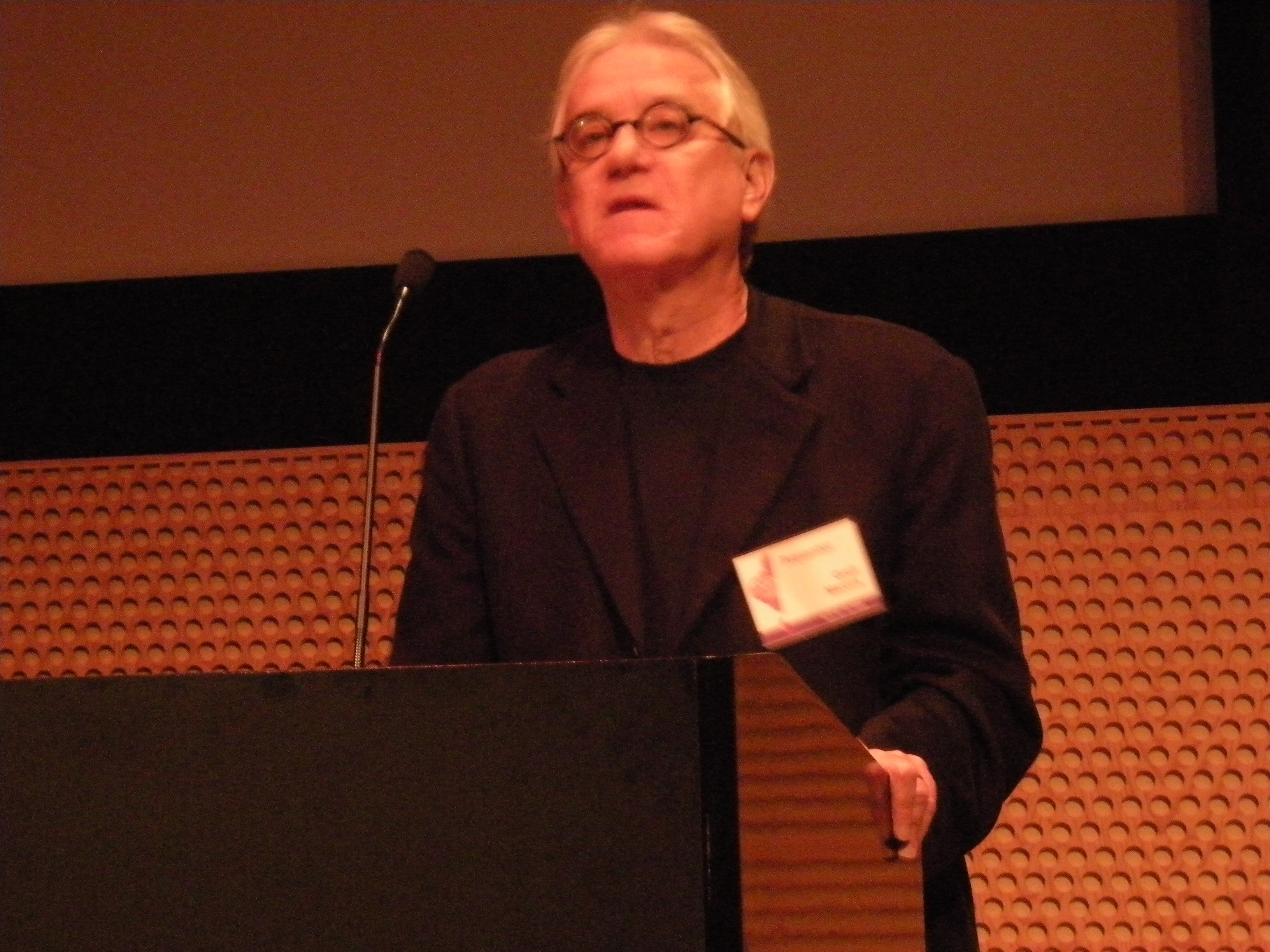
La recensione favorevole del bootleg da parte dell'autorevole critico musicale Greil Marcus di Rolling Stone aiutò la diffusione dello stesso

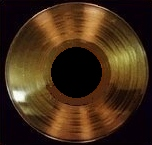
Live'r Than You'll Ever Be è un raro esempio di disco pirata ad essere stato certificato disco d'oro dalla RIAA

Live'r Than You'll Ever Be fu registrato da "Dub" Taylor della Trademark of Quality utilizzando un microfono Sennheiser e un registratore a nastro Uher "Report 4000". Alcune fonti lo indicano essere il primo bootleg dal vivo in ambito rock. Sebbene la qualità del suono non è minimamente paragonabile a quella dell'ufficiale Get Yer Ya-Ya's Out!, l'incisione è considerata abbastanza buona per l'epoca e le circostanze di registrazione, vista anche la presenza del rumore del pubblico. I Rolling Stones eseguirono due concerti quella sera e fu la seconda esibizione quella dalla quale fu ricavata la maggior parte del bootleg, essendo di migliore qualità audio.
Il disco fu messo in vendita dalla Lurch Records circa un mese dopo il concerto, diventando così popolare tra gli appassionati da costringere la Decca Records a pubblicare Ya-Ya's per limitare la diffusione del bootleg. Nel corso degli anni l'album è stato ristampato e distribuito da numerose etichette specializzate in bootleg, incluse Trademark of Quality (n. catalogo 71002), Swingin' Pig, Tarantura Records, e Sister Morphine. La versione della Swingin' Pig sostituisce le esecuzioni di Jumpin' Jack Flash e Under My Thumb con differenti incisioni effettuate durante l'esibizione della band a San Diego del 10 novembre e nel corso di due serate a New York, nel tentativo di migliorare la qualità audio generale.

### Accoglienza e influenza
Nonostante fosse una pubblicazione illegale, Live'r Than You'll Ever Be venne favorevolmente recensito dal critico Greil Marcus nel numero del 7 febbraio 1970 di Rolling Stone. Egli lodò il suono dell'album e speculò sul fatto che potesse essere stato registrato direttamente dal palco (suggerendo così una implicita complicità da parte della band). L'album fu inoltre lodato come autentico esempio di un vero concerto dal vivo dei Rolling Stones in quanto Get Yer Ya-Ya's Out! era invece pieno di aggiustamenti e sovraincisioni in studio. Richie Unterberger di Allmusic ha fatto notare che sebbene la qualità sonora del disco è inferiore a quella di Ya-Ya's, il disco possiede una spontaneità assente dalla pubblicazione ufficiale, e questo spiega come mai il bootleg sia stato tanto amato dai fan del gruppo. Recensendo Live'r Than You'll Ever Be nel 1970, il regista Wim Wenders arrivò a definirlo addirittura il "miglior disco dei Rolling Stones". Anche il disc jockey John Peel recensì l'album per Rolling Stone, e disse di apprezzarlo moltissimo.
Le vendite del bootleg furono così consistenti da ricevere la certificazione di disco d'oro dalla Recording Industry Association of America. Anche se il disco non entrò nella classifica Billboard 200, perché le copie vendute erano impossibili da verificarsi, la stessa rivista lo incluse nella lista dei bootleg più venduti nel 1971.

## Tracce
- Tutti i brani sono opera di Jagger/Richards, eccetto dove indicato

Lato 1
1. Carol (Chuck Berry) – 3:44
2. Gimme Shelter – 4:18
3. Sympathy for the Devil – 6:23
4. I'm Free – 5:07
5. Live with Me – 3:33

Lato 2
1. Love in Vain (Robert Johnson) – 5:24
2. Midnight Rambler – 7:40
3. Little Queenie (Berry) – 4:13
4. Honky Tonk Women – 4:04
5. Street Fighting Man – 4:10

### Edizione Tarantura Records
Differenti versioni del bootleg hanno una diversa lista delle tracce. L'edizione della Tarantura Records su doppio LP include entrambi i concerti integrali:
Disc 1 – Early Show
1. Band introduction – 1:36
2. Jumpin' Jack Flash – 4:51
3. Prodigal Son (Robert Wilkins) – 4:03
4. You Gotta Move (Fred McDowell & Reverendo Gary Davis) – 3:18
5. Carol (Berry) – 3:33
6. Sympathy for the Devil – 6:55
7. Stray Cat Blues – 4:18
8. Love in Vain (Johnson) – 5:13
9. I'm Free – 5:08
10. Under My Thumb – 3:15
11. Midnight Rambler – 8:17
12. Live with Me – 4:00
13. Little Queenie (Berry) – 3:56
14. (I Can't Get No) Satisfaction – 6:56
15. Honky Tonk Women – 4:17
16. Street Fighting Man – 4:03

Disc 2 – Late Show
1. Jumpin' Jack Flash – 4:05
2. Carol (Berry)– 3:44
3. Sympathy for the Devil – 6:23
4. Stray Cat Blues – 4:13
5. Prodigal Son (Wilkins) – 3:59
6. You Gotta Move (McDowell & Davis) – 3:12
7. Love in Vain (Johnson) – 5:24
8. I'm Free – 5:07
9. Under My Thumb – 3:23
10. Midnight Rambler – 7:40
11. Live with Me – 3:33
12. Gimme Shelter – 4:18
13. Little Queenie (Berry) – 4:13
14. (I Can't Get No) Satisfaction – 6:04
15. Honky Tonk Women – 4:04
16. Street Fighting Man – 4:10

## Formazione
The Rolling Stones
- Mick Jagger – voce solista, armonica a bocca
- Keith Richards – chitarra elettrica e ritmica, cori
- Mick Taylor – chitarra ritmica e solista, slide guitar
- Bill Wyman – basso
- Charlie Watts – batteria e percussioni

Musicisti aggiuntivi
- Ian Stewart – pianoforte